# Expiation (roman de Ian McEwan)
Pour les articles homonymes, voir Expiation (homonymie).
Expiation (titre original en anglais Atonement) est un roman de l'auteur anglais Ian McEwan édité originellement en 2001 et paru dans sa traduction française le 25 août 2003 aux éditions Gallimard.

## Écriture du roman
Expiation fait un certain nombre de références à d'autres romans anglais : La Coupe d'Or d'Henry James, Northanger Abbey de Jane Austen ainsi que La Tempête et La Nuit des Rois de Shakespeare. Dans ce roman, Ian McEwan utilise diverses techniques stylistiques comprenant la métafiction et le réalisme psychologique.
Fin 2006, Ian McEwan est accusé d'avoir en partie plagié l'autobiographie de Lucilla Andrews (en), No Time for Romance, ce que le romancier réfute,,.

## Résumé
À l'été 1935 en Angleterre, Briony Tallis, une petite fille de treize ans, écrit une pièce de théâtre, Les Tribulations d'Arabella, en vue de l'arrivée de son frère Léon dans le riche domaine familial. Elle surprend une scène étrange entre sa sœur aînée Cecilia et Robbie Turner, le fils d'une employée de la maison et protégé de son père qui finance ses brillantes études à l'université de Cambridge. Leur apparente dispute servira de révélateur à leur amour quelques heures plus tard avec le malentendu d'un billet d'excuses. Les jeunes gens se déclarent et consomment leur passion un soir dans la bibliothèque avant le dîner familial. Ils sont surpris par Briony.
Son goût exacerbé du romanesque et son manque de compréhension du monde des adultes poussent Briony à commettre un faux témoignage pour le viol de sa cousine Lola qui enverra Robbie en prison, avec la complicité silencieuse de l'ensemble de la famille, hormis Cecilia. Celle-ci coupe alors tout lien avec eux, part de son foyer et s'engage comme infirmière dans un hôpital londonien. Elle maintient un contact épistolaire hebdomadaire avec Robbie, réaffirmant dans chaque lettre son amour pour lui et sa fidélité.
Quatre ans plus tard, la Seconde Guerre mondiale éclate. Robbie est relâché à condition qu'il combatte dans le Corps expéditionnaire britannique. Il part comme simple soldat pendant la bataille de France et se trouve pris dans la débâcle de la poche de Dunkerque avec deux caporaux qui le reconnaissent comme leur leader. Blessé, fuyant vers la mer, il lutte pour survivre aux événements, avec pour seule motivation la promesse que lui a faite Cecilia lors de son arrestation : « Reviens, je t'attendrai. »
Briony, consciente qu'elle a saccagé l'amour et la vie de deux jeunes âmes – et doutant désormais de ce qu'elle a vu –, cherche le chemin de la rédemption en s'engageant à son tour dans le corps infirmier au lieu de suivre des études dans les prestigieuses universités que son rang social lui ouvre. Elle écrit un roman racontant l'histoire de cette soirée de l'été 1935 – sans cependant confesser son « crime » – et le soumet à un éditeur au moment où les premiers blessés de la guerre arrivent en vagues dans son hôpital. La souffrance de ces hommes est un choc pour elle et finit par la faire entrer définitivement dans l'âge adulte. Son roman est refusé, manquant selon l'éditeur d'intrigue entre les personnages de Cecilia et Robbie tout en ayant au contraire trop de scènes de flux de conscience entre les protagonistes... Après avoir assisté au mariage de Lola et de Paul Marshall, et s'être tue au moment des vœux, Briony décide d'aller chez sa sœur qu'elle n'a pas vue depuis plus de cinq ans pour lui dire la vérité et s'engager à revenir sur son témoignage. L'accueil est glacial, et tourne presque au drame lorsqu'elle se retrouve face à face avec Robbie qu'elle ne savait pas libre ni même vivant. Elle avoue qu'elle sait désormais que c'est Paul Marshall qui avait violé Lola, devenue ce jour même son épouse, et s'engage à dire la vérité à ses parents et revenir sur ses déclarations : en vain, la loi ne pourra rien contre un couple marié.
En 1999, Briony Tallis, 77 ans, est une romancière reconnue, mais se sait condamnée par une démence vasculaire progressive. Elle a fait don de ses manuscrits à la bibliothèque nationale. Lors de la fête organisée pour son anniversaire, dans ce qui fut la maison de campagne familiale transformée en hôtel, surprise lui est faite d'une représentation des Tribulations d'Arabella par ses arrières-petits neveux et nièces. Émue, tout comme son frère Léon, elle se remémore la scène de 1935 et réfléchit intérieurement à ce roman qui ne paraîtra qu'après sa mort et celle des Marshall : il contient la confession de ce qu'elle a vu, « son crime » de faux témoignage et son expiation durant toutes ces années. L'histoire est désormais entièrement complète et véridique hormis la destinée de Cecilia et Robbie : le jeune homme est en fait mort de septicémie dans les dunes de Bray en juin 1940 et sa sœur est morte dans le bombardement de la station de métro de Balham en octobre 1940. Briony Tallis se justifie en déclarant qu'elle voulait – par gentillesse et pour lutter contre l'oubli – que les amants puissent s'aimer dans son roman puisque, par sa faute, ils n'avaient pu le faire dans la réalité.

## Personnages principaux
- Briony Tallis
- Cecilia Tallis
- Robbie Turner

## Accueil de la critique
Ce livre est souvent reconnu comme l'un des meilleurs écrits d'Ian McEwan. Il a été nommé pour l'obtention du Booker Prize en 2001, une récompense que le romancier avait déjà obtenue pour le livre Amsterdam. Le magazine américain Time l'a nommé « meilleur roman de l'année » et l'a inclus dans sa liste des « 100 meilleurs romans de tous les temps ». The Observer le cite aussi comme l'un des 100 meilleurs romans jamais écrits.

## Adaptation
Un film adapté du roman, intitulé Reviens-moi (Atonement) et réalisé par Joe Wright, est sorti en septembre 2007 au Royaume-Uni avec Keira Knightley et James McAvoy dans les rôles principaux. Le film est en tête du nombre de nominations aux Golden Globe Awards 2008.